# Juan José Giaveno
Juan José Giaveno (Brinkmann, Córdoba, 22 de febrero de 1992) es un baloncestista profesional argentino que juega en la posición de base. Tuvo en sus años formativos una importante presencia en los seleccionados juveniles de baloncesto de Argentina (fue capitán del equipo que participó del Campeonato Mundial de Baloncesto Sub-19 de 2011), desarrollando luego una larga carrera como deportista profesional en las ligas de baloncesto de la primera, la segunda, la tercera y la cuarta categoría de su país. 

## Trayectoria

### Clubes
| Club                       | País      | Año             |
| -------------------------- | --------- | --------------- |
| Centro Social de Brinkmann | Argentina | 2007 - 2009     |
| Tiro Federal de Morteros   | Argentina | 2009 - 2010     |
| Sportivo 9 de Julio        | Argentina | 2010 - 2011     |
| San Isidro                 | Argentina | 2011 - 2012     |
| Instituto                  | Argentina | 2012 - 2013     |
| Banda Norte                | Argentina | 2013 - 2014     |
| Regatas Uruguay            | Argentina | 2014 - 2015     |
| Unión de Sunchales         | Argentina | 2015 - 2016     |
| Rivadavia                  | Argentina | 2016 - 2017     |
| Central Entrerriano        | Argentina | 2017 - 2018     |
| Centro Social de Brinkmann | Argentina | 2018            |
| Tinguiririca San Fernando  | Chile     | 2018            |
| Ferro de Concordia         | Argentina | 2019            |
| Peñarol de Rosario de Tala | Argentina | 2019 - 2020     |
| Tiro Federal de Morteros   | Argentina | 2021            |
| Unión San Guillermo        | Argentina | 2022 - 2023     |
| Manerbio Basket            | Italia    | 2023 - Presente |

## Selección nacional
Giaveno fue parte de una camada de jóvenes baloncestistas argentinos que conquistaron el Campeonato Sudamericano de Baloncesto Sub-17 de 2009, y terminaron en la cuarta ubicación tanto en el Campeonato FIBA Américas Sub-18 de 2010 como en el Campeonato Mundial de Baloncesto Sub-19 de 2011. Ese grupo, además de Giaveno, estaba integrado por jugadores como Patricio Garino, Marcos Delia, Luciano Massarelli y Franco Giorgetti entre otros.
Asimismo en el año 2010 fue parte del plantel que participó del Torneo Albert Schweitzer en Mannheim, Alemania, y de los Juegos ODESUR en Medellín, Colombia.